# 日本國鐵EF58型電力機車
EF58型电力机车（日语：EF58形電気機関車）是日本国有铁道的干线客运电力机车车型之一，由日立製作所、东京芝浦电气、三菱电机、川崎车辆、汽車製造、日本車輛製造等企业生产。1946年至1948年间制造了首批31台初期型机车，自1952起开始批量生产经过大幅度改进的改良型机车，至1958年停产为止共生产了172台该型机车，同时初期型机车亦改装了与改良型机车相同的流线型车体。
1950年代至1970年代，EF58型电力机车广泛运用于东海道本线、山阳本线、高崎线、上越线、以及东北本线（黑矶以南）等主要干线，担当旅客列车的牵引任务。EF58型电力机车的设计虽然建基于战前的旧型机车，但由于改良型机车具有优异的高速性能，因此经常用于牵引特急列车，而美观大方的流线型车体外形，亦使该型机车从铁道迷群体中得到了的绰号。从1980年代初开始，EF58型电力机车逐渐退役并报废，余下的少数动态保存车也在2000年代中期相继停运，至今只有61号机车仍然保持可动车状态。
除此之外，东芝还在EF58型电力机车的基础上，将三台半成品状态的初期型机车改造成货运机车，称之为EF18型电力机车。

## 初期型（EF58 1～31）

### 背景
1945年（昭和20年）8月，第二次世界大战以日本战败宣告投降而结束，日本在一片颓垣败瓦之中开始进入战后混乱期。日本铁路虽然战争期间遭受严重的破坏，但铁路作为日本经济复兴的先锋，其复苏速度明显领先于其他行业。在战后数年，日本铁路承担了大量占领军、退伍军人、以及平民百姓的运输任务，不论货运量或客运量都以惊人的速度激增。然而，由于煤炭产量的下降及煤炭质量的的劣化，蒸汽机车用煤面临一个很大的危机，使日本需要认真考虑能源的合理利用。1946年（昭和21年），运输省提出了车辆整备五年计划和电气化五年计划，开始国营铁路的重建和技术改造工作。虽然实行铁路电气化的规模和进度因战后物资和资金短缺而受到很大限制，但铁道部门认为在有效使用能源的前提下，铁路电气化是不可避免的，并决定尽快开发研制具有较高可靠性的新型电力机车。

### 研制

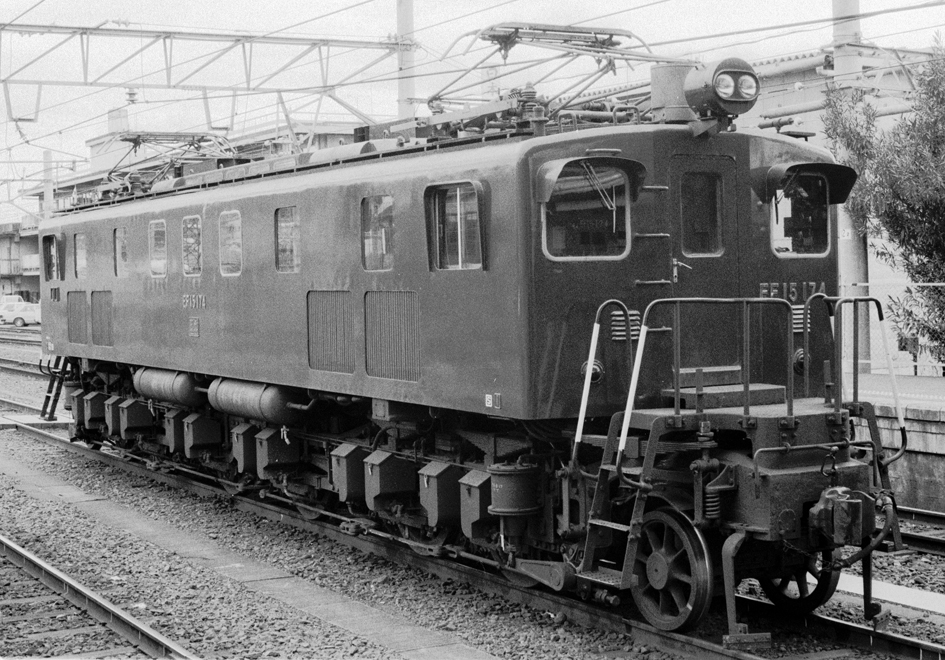
与EF58型电力机车同时研制的EF15型货运机车

运输省决定在战时生产的EF13型电力机车的基础上，研制新一代的EF58型干线客运电力机车，同时还要研制EF15型干线货运电力机车。当时的运输省动力车课长岛秀雄（后来任日本国有铁道总工程师）为EF58型电力机车拟定了基本的设计方针，例如尽可能采用与EF15型电力机车相似的共通设计；特别提高机车的持续功率和牵引性能；技术水平能适应日本战后满目疮痍的工业基础；并尽可能采用容易获得的原材料和简单的生产工艺，以节省生产成本和时间。1945年10月，日立制作所、东京芝浦电气、三菱电机、川崎车辆等车辆及电机制造商开始合作研制EF58型电力机车。仅仅一年之后，首台EF58型电力机车于1946年10月完成试制。
1946年，日立制作所、东京芝浦电气、三菱电机、川崎车辆开始小批量生产EF58型客运电力机车，至1948年（昭和23年）受道奇计划下的经济紧缩政策影响而停产，共计生产了31台机车。这批机车被称为初期型机车，以区分于1952年后生产的改良型机车。初期型机车被要求停产之时，东京芝浦电气（东芝）正在生产一台机车，还有四台机车已经基本完成；另外运输省还指示其他两家工厂未完成的三台机车，包括日立的6、7号机车和三菱的14号机车，转交东芝继续完成生产。而在东芝未出厂的五台机车之中，其中三台机车（32～34）被改造为EF18型货运机车，两台机车（35～36）后来被改造成改良型机车。

### 特点
初期型机车的基本结构和外观形式均沿袭自战前研制的EF53、EF57型电力机车，并具有与EF57型电力机车同等的性能水平。机车采用了与EF57型机车大致相同的焊接结构箱型车体，以及日本标准化客运电力机车的2Co-Co2轴式，主转向架构架形式与EF15型电力机车相同。初期型机车采用了功率为275千瓦的MT41型直流牵引电动机，机车小时功率为1600千瓦。值得一提的是，导轮轮对轴箱是日本首次在国产电力机车上应用了日本精工（NSK）的滚柱轴承产品。战后驻日盟军司令部要求日本关闭所有军事工业，但日本以轴承是铁路运输产业不可或缺的部件为由，成功说服盟军允许日本保留轴承工业，并使轴承工业成为战后日本最出色的产业之一。
虽然外观上初期型的EF58型电力机车看起来和EF57型电力机车甚为相似，但两者的质量却有很大的不同。由于战后日本物质短缺，机车上很多部分都采用了有较强通用性或代用性的零部件，因此这批初期型机车甚至被评价为近似战时设计的EF13型电力机车的“准战时型车辆”。例如，机车并没有采用安全性较好的真空断路器作为主电路电源的保护装置，而代之以普通的空气断路器。许多机电装置均采用与EF15型电力机车通用的产品，还使用了与电力动车组通用、采用弹簧驱动升弓的PS13型受电弓，而非电力机车常用的气动式受电弓。国产轴承起初也经常因品质不良而发生过热的问题。此外，虽然EF58型电力机车是客运机车，却因重油短缺而没有安装为旅客列车供暖的蒸汽锅炉，因此在冬季牵引列车时仍需要加挂燃煤的暖房车。

### 改造
初期型机车投入运用初期，首先配属沼津机关区和东京机关区，主要担当东海道本线的旅客列车牵引任务。但由于机车质量太差因而频繁发生各种故障或事故，运输省一度需要发出暂停生产和暂停使用该型机车的命令，甚至铁路工会也组织乘务罢驶行动以示抗议。随着生产进度的推移，机车品质也逐步得以改善。从1948年3月起至1949年9月，初期型机车陆续进行了“第一次装备改造”，改造内容包括重新布置高压电路及安装快速断路器，换装空气驱动升弓的PS14型受电弓，并对车体结构作出调整以提高安全性。
1953年至1957年之间，初期型机车全部改装新造的流线型车体，而剩余的旧箱型结构车体则全部改装到31台EF13型电力机车上，取代原本使用的凸型结构车体。EF58型机车的旧箱型车体的大小与EF13型机车的车体大致相同，仅转向架中心间距和车体支承装置略有差异，因此只需要简单改造即可更换车体。车体更换工程分散在该四年之内陆续进行，而非一次性对所有机车同时进行改造，每次选取检修时间相若的EF13、EF58型电力机车各一台进行改造。

## 货运型（EF18 32～34）
1949年，初期型机车停产后，在东芝府中工厂未出厂的五台机车一直存放在工厂内。1951年，为了满足铁路货运的牵引需要，东芝将其中三台闲置机车（32～34）被改造为货运机车，并改称为EF18型电力机车。这三台机车编号并没有改变，因为当时曾经打算在需要时将其重新改造成EF58型客运机车，但这个计划最终并未实现。
根据货运机车的运用特点，EF18型电力机车改为采用与EF15型电力机车相同的传动齿轮比（20：83=1：4.15）。由于该型机车仍然使用客运机车形式的转向架，导轮轮对比货运机车多两对，因此需要在机车上额外增加约15吨的压载配重，使机车动轮轴重由原来的12.4吨增加至14.5吨，以提高机车的粘着牵引力。除此之外，还对机车车体进行了加强措施；侧窗由四扇增加到七扇；增加电阻器的冷却通风口；因应重联运用的需要而对通过台结构作出变化等。后来当初期型的EF58型电力机车进行更换流线型车体改造时，EF18型电力机车并未一并接受改造，因此只有这三台机车始终保留了EF58型电力机车最原始的箱型车体。
1951年（昭和26年）5月，EF18型电力机车出厂并配属沼津机关区，主要担当东海道本线货物列车的牵引任务，并曾经入駐机车运用较紧张的福岛第二机关区。1960年代，EF18型电力机车转配属滨松机关区，除了用于牵引东海道本线的区间货物列车，亦担当滨松和静冈地区的小运转及调车任务，至1978年全部报废。

## 改良型（EF58 35～175）
上越线清水隧道在1931年正式开通的同时，亦完成了水上至石打区段的电气化工程。1947年，高崎至长冈间全长160公里的区段完成电气化改造，由于上越线是翻越上越国境山脉的山区铁路，因此当时仍采用速度较低的货运电力机车来牵引旅客列车。至1952年，随着高崎线全线完成电气化，实现上野至长冈之间全长270公里的直通运转。而高崎线作为东京近郊平原地区的重要铁路干线，要求客运电力机车具有较佳的高速性能，因此当时计划高崎线电气化后初期采用部分从东海道本线转移的旧型客运电力机车；但考虑到以后上越、高崎两线长距离列车直通运转的牵引需要，开发一种新型客运电力机车是有必要的。
除此之外，面临战后经济复兴的形势，在铁路运输能力紧张且煤炭供应短缺的背景下，日本国铁加快了东海道本线沼津以西的电气化进度。1949年2月，沼津至静冈区段完成电气化，同年5月又继续延伸至滨松。1950年代初，滨松至名古屋区段的电气化也迫在眉睫，东海道本线全线电气化指日可待。在电气化区段大幅延长的同时，虽然东京地区的普通客运列车逐步采用电力动车组，例如1950年在东京至沼津间利用80系电力动车组开行“湘南电车”，这在一定程度上缓解了对客运电力机车的需求，但长远来看仍然明显缺乏足够的客运电力机车来应付所需。
1950年后，日本藉着朝鲜战争爆发的机遇，踏入以制造业为龙头的经济快速成长期（神武景气）。1951年，日本签订了旧金山和平条约，正式结束了长达七年的同盟国军事占领日本的状态，日本国有铁道亦得以实行自主的管理政策。在这样的情况下，日本国铁于同年开始研制新型客运电力机车。1952年初，经过重大改进的EF58型电力机车正式登场，一般称之为改良型机车或新EF58型机车。

## 特点

### 车体
由于改良型机车新增了自动式蒸汽锅炉，为确保机车内部有足够的安装空间，而将车体长度延长至覆盖导轮转向架，并采用了新颖的半流线型车体。机车车体长度从原来的14米延长至19米，使EF58型电力机车成为日本铁路史上车体最长的F级（动轮六轴）电力机车。由於车体支承位置和转向架回转中心的关系，如果车体端部和中央部分采用相同宽度，当通过半径较小的曲线时会可能超出规定的车辆限界，因此改良型机车的车体宽度从两端司机室位置开始逐渐缩减，在保持车体中央宽度为2800毫米的情况下，将车体端部的宽度减少至2300毫米的水平，以缩小车体端部的横截面面积。
改良型机车的司机室外形经过重新设计，采用了带两扇前窗的半流线型车头外形，并废除了初期型机车的贯通门。半流线型车头的设计参考自80系电力动车组的“湘南型”车头外形，各平面间广泛采用大圆弧过渡，不仅提高了车体外形的美观性，也进一步减少车体端部的横截面面积。司机室前端中央略为屈曲和突出，前窗部分和“湘南型”外形一样增大倾角，并以一个较大曲率半径的连续曲线过渡到车顶，前窗下方装配了以镀铬金属带制成的双曲线装饰带。EF58型电力机车结合了崭新的流线型车体和战前技术延伸而来的传统转向架，亦是该型机车最独特的地方。
由于取消了原本位于初期型机车车体端部的贯通门，因此在司机室两侧设有供乘务员乘降的车门。取消贯通门后不但改善了司机操纵台上的瞭望视野，原本因贯通门缝隙造成的漏风问题也得以解决。司机室的前后方向长度从约1500毫米延长到2150毫米，司机室内部空间因而更为宽敞舒适。然而，解决贯通门漏风问题后也带来了通风不良缺点，当盛夏使司机室内温度会相对较高。早期生产的改良型机车采用面积较大的前窗玻璃，从1954年制造的71号机车开始采用尺寸较小的前窗玻璃；而在1954年后进行了流线型车体改造的初期型机车亦采用了小车窗。此外，部分后期机车的车窗玻璃改为以H型断面的橡胶密封条安装。后来，大多数机车在進厂維修时都进行了小车窗和橡胶密封条改造。

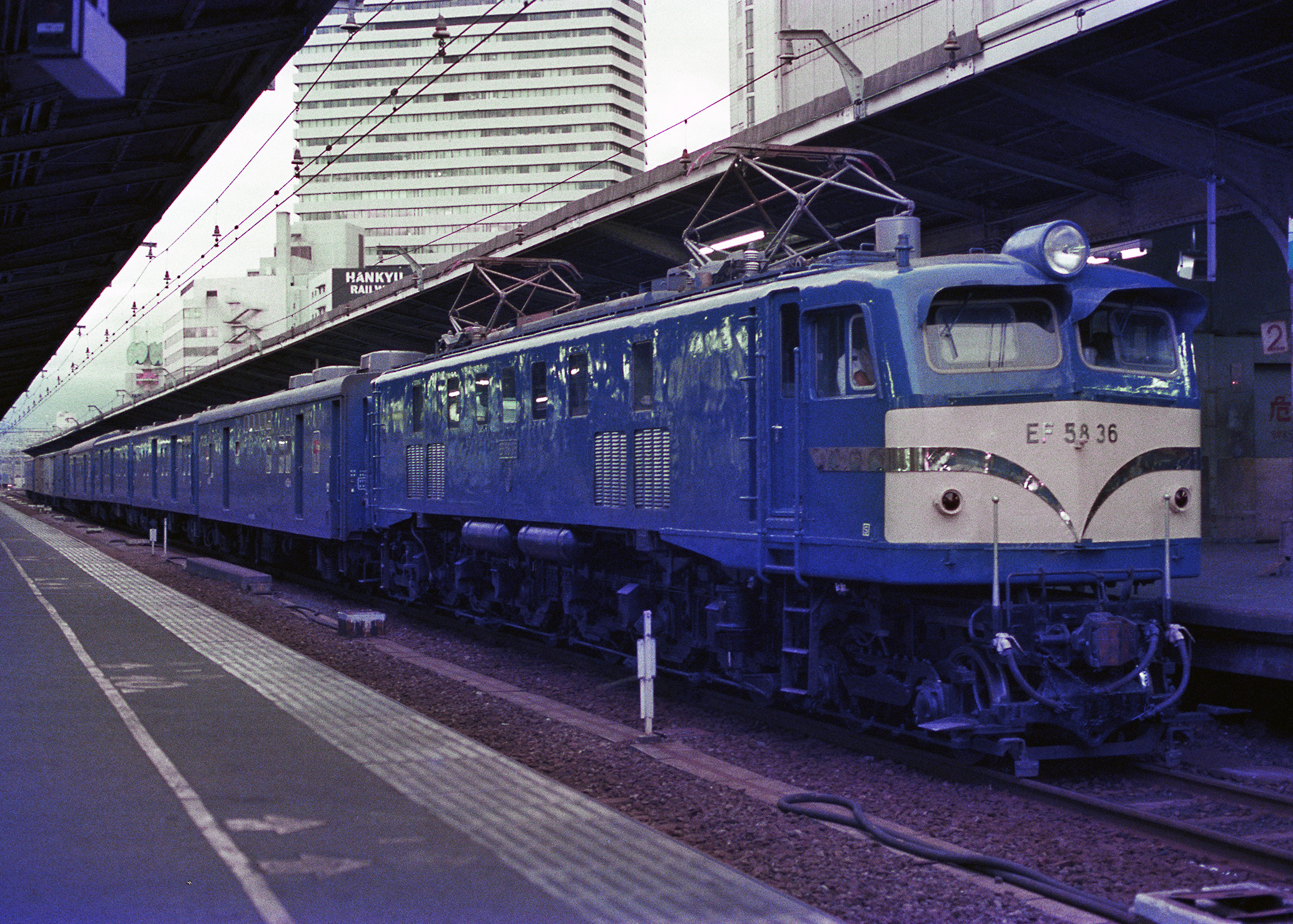
设有七扇侧窗的36号机车

司机室上方设有前照灯，大多数改良型机车和初期型机车一样采用单灯式前照灯，类似炮弹外形的灯体嵌入在车体顶部中央位置，内置白炽灯泡作为照明光源。后来，部分机车跟随其他铁路车辆的趋势，对车体顶部外框部分进行改造，改为安装两只体积较小的内藏式前照灯（俗称“猪鼻”），并改用密封光束灯。尤其龙华机关区对所有EF58型电力机车进行了改造，原因是该机关区担当运行的纪势本线有较多隧道，以避免机车在隧道内因白炽灯灯丝烧断而对行车造成困难，龙华机关区的ED60、EF15、EF60型电力机车进行了同样改造，成为该机关区所属机车的一大特色。
除此之外，最早的两台改良型机车（35、36号机车）本来其实是初期型机车，由东芝府中工厂于1949年完成制造，但初期型机车停产后一直闲置在工厂内。至1951年，这两台机车被改造成带流线型车体的改良型机车，改造时继续沿用了旧型车体的主要结构，是由两端被切割的车体和新制的流线型车头结合而成。因此其车体仍然保留了旧型车体的一些特点，例如车体两侧仍然和初期型机车一样各设有七扇侧窗，而完全新造的改良型机车则为五扇侧窗。

### 制造商特征

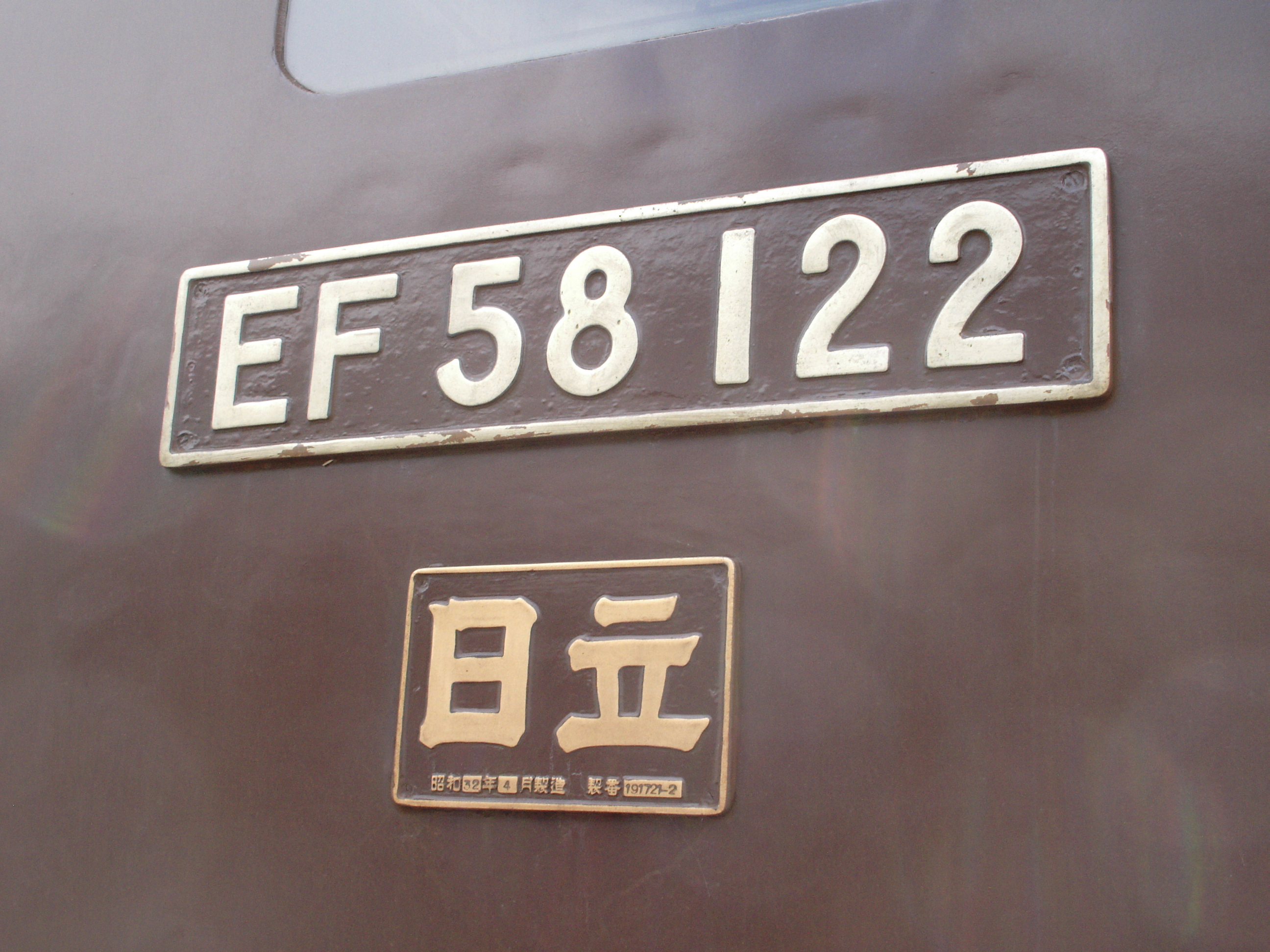
机车上的制造商铭牌

EF58型电力机车的车体由日立制作所、东芝、三菱电机、川崎车辆、汽车制造、日本车辆制造等厂商制造，虽然各种设备的规格均已标准化，不同制造商的机车并没有明显的差异，但仍可以从某些部分观察到不同制造商的特征。当机车进行全面检查而将车体抬升时，可以发现大多数机车的车体底架枕梁的形状均为倒梯形，但日立制造的车体枕梁则近似正方形结构。此外，东芝制造的35、36号机车因沿用旧型车体结构，枕梁形状亦和日立的机车相似。
司机室车顶外形是机车外观上差异相对较明显的部分，实际上不同制造商的车体前端顶盖部分的斜率是有区别的，日立制造的车体顶盖斜率比其他制造商要小，并以一个较小的弧线过渡到前窗，而其他制造商的圆弧过渡则更为平滑，如果在机车正面比较对角线方向，例如日立制造的61号机车和川崎制造的64号机车，其外形上的差异是较为明显的，因此看起来日立机车的车顶较厚而其他机车的车顶较薄。
两台通风机分别安装在车体中部顶盖两侧，用来将冷却设备后的热风排出车外，在一般情况下的车顶设备布置，其安装位置通常略宽于通风机宽度；但川崎制造的车体则将其安装在和机器宽度相同的位置，因此通风机与车顶采光窗口的距离比其他机车略为增大。但车体改造后的18号机车亦具有相同特点，该机车采用了三菱重工试制的第一台流线型车体，具有圆角前窗及未经改造的导轮转向架端梁。
车体上的特点也会随着车体改造而变化，例如1～31号机车改装流线型车体时，并不一定由原本的制造厂进行改造，所有也存在着许多由不同制造商进行改造的例子。例如，最初由日立制造的1号机车后来由东芝进行车体改造，因此机车上虽然贴上了日立的制造铭牌，但新车体并不具有上述日立机车的特征；反之亦然，东芝制造的19号机车换装了日立的车体，却保留着东芝的制造铭牌。但亦有例外情况，例如由川崎生产的22、26号机车后来经日立改造后，却与其他日立车体不尽相同。换言之，这里所说明不同制造商之间的差异并不能一概而论。

### 转向架
EF58型电力机车采用2Co-Co2轴式，改良型机车的转向架和初期型机车相比并无太大变化，仍采用国铁大型客运电力机车的标准化转向架，主要差异为因车体延长而取消了导轮转向架上的通过台。走行部由兩台HT60型三轴主转向架和两台LT221型二轴导轮转向架组成。
主转向架采用“目”字形铸钢构架，车钩直接安装在主转向架构架的前端梁上，前端并设有供调车作业人员搭乘的脚踏板。两台主转向架之间设有弹性联接装置，以提高机车的小半径曲线通过性能。牵引力通过转向架及中间联接装置传递，而车体只用于遮蔽机电设备和乘务人员，不承担传递牵引力。悬挂装置由钢板弹簧、螺旋弹簧和均衡梁组成。动轮及导轮轮对均采用导框式轴箱定位和日本精工（NSK）滚柱轴承。滚柱轴承不仅有利于长距离高速运转，亦使机车制动装置得以简化。
EF58型电力机车的基础制动装置采用单侧闸瓦式踏面制动，是在EF57型电力机车的双侧闸瓦式制动装置基础上简化而成，EF15型电力机车亦采用了相同的制动装置。如果在使用滑动轴承的机车上采用单侧制动，由于只在车轮的一侧设有闸瓦及施加压力，会导致轴承内圈其中一侧承受过多额外压力而造成不正常磨耗，但对滚柱轴承则不构成此问题。
EF58型电力机车仍然采用和EF57型电力机车相同的LT221型均衡梁式导轮转向架。附加的导轮转向架位于主转向架前后两端，采用“日”字形结构的钢板组合构架。部分日立生产的机车（5、28、29、30、45号机车）试验采用一体化铸钢构架的导轮转向架，“H”字形的铸钢构架取消了端梁，而均衡梁改为安装在构架内侧，因此若果机车未安装除雪型排障器，便能够从正前方可以清楚看见露出的前导轮。虽然铸钢构架比铆接构架更方便生产，但亦存在轴承加油和弹簧调节困难等缺点，因此并未推广到全部EF58型电力机车使用。

### 蒸汽锅炉

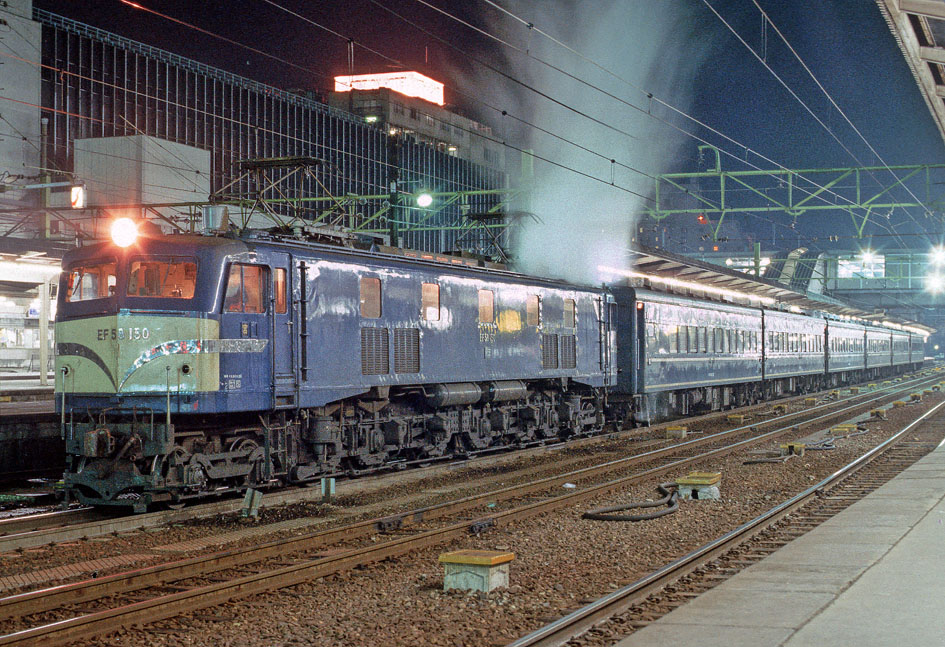
蒸汽锅炉运作中的EF58型电力机车

改良型机车安装了为旅客列车供暖的自动式重油蒸汽锅炉。蒸汽取暖曾经是过去日本铁路主流的客车车厢取暖方式，最初是由蒸汽机车为列车内的取暖器提供高温蒸汽。信越本线碓冰岭区段在1912年引入电力机车后，由于当时的电力机车无法为列车提供蒸汽，因此改为使用装备独立蒸汽锅炉的暖房车为列车供暖，此方式后为大多数由电力机车牵引的旅客列车所采用，直至1970年代后期暖房车被淘汰为止。然而，暖房车对机车来说是一个额外的牵引负担，而且即使在电气化铁路仍然会像蒸汽机车般排放黑烟，另外暖房车还需要专属的乘务人员。针对暖房车的一系列缺点，在1937年研制的EF56型电力机车上首次安装了蒸汽锅炉装置，1940年登场的EF57型电力机车亦采用相同设计。电力机车上的蒸汽锅炉采用重油作为燃料，通过蒸汽管路为列车直接供暖，从而在列车编组中取消了暖房车。
1951年，时任静冈铁道管理局机车课长的西尾源太郎认为，当时东海道本线上的主型客运机车（EF56、EF57型电力机车）的车载蒸汽锅炉已经不足以应付旅客列车编组扩大的供暖需要，并建议EF58型改良型机车搭载更大型的蒸汽锅炉。为此，在汽車製造的工程师高田隆雄的主导下，与美国机车公司（ALCO）展开技术合作，为改良型机车研制了崭新的SG1型自动化水管式重油蒸汽锅炉，比以往的烟管式锅炉具有更高的供暖效率，乘务员只需要通过简单的按钮操作就可控制锅炉运作，供热能力足够应付东海道本线上的长大编组旅客列车，而对上越线的短编组列车而言可说是大材小用。但由于该型锅炉在很短时间内完成设计并投入生产，因此投入使用初期故障频生。1957年，经过改良的SG1A型蒸汽锅炉研制成功，早期的SG1型锅炉亦陆续进行改造，后来还在此基础上制成了经进一步改善的SG1A改型锅炉。标准化蒸汽锅炉的搭载有助于机车运用组织方式的合理化，并扩大了改良型机车的运用范围。

### 电气设备
改良型机车最初采用专门为电力机车设计的PS14A型气压升弓式双臂受电弓，自1955年生产的86号机车开始采用宽度较窄的PS15型受电弓。而早期出厂的机车在后来检修或整备时亦陆续换装PS15型受电弓，但由于改造单位不同因而亦有一些特殊的情况，例如配属广岛机关区的117号机车最初同时安装了两种受电弓，第一端和第二端方向分别安装了PS14A、PS15型受电弓，后来转配属宇都宫运转所后又划一更换为PS14A型受电弓。此外，在后期由于PS14A、PS15型受电弓零件短缺，部分EF58型电力机车改为安装下框架交叉式的PS22B型受电弓。
电气设备的品质水准普遍回复到战前同等水平，机车安装了高速断路器以确保主电路的安全性。改良型机车采用新开发的MT42型直流串励牵引电动机，该型电动机的结构与之前的MT38型牵引电动机基本相同，但由于接触网电压达到1500伏特额定水平的可能性，电动机端电压从675伏特提高到750伏特，额定功率从275千瓦提高至325千瓦，使机车额定功率从1600千瓦提高到1900千瓦；与战时和战后初期生产的MT38型牵引电动机相比，MT42型牵引电动机的性能和品质都有显着提高。

### 耐寒设备

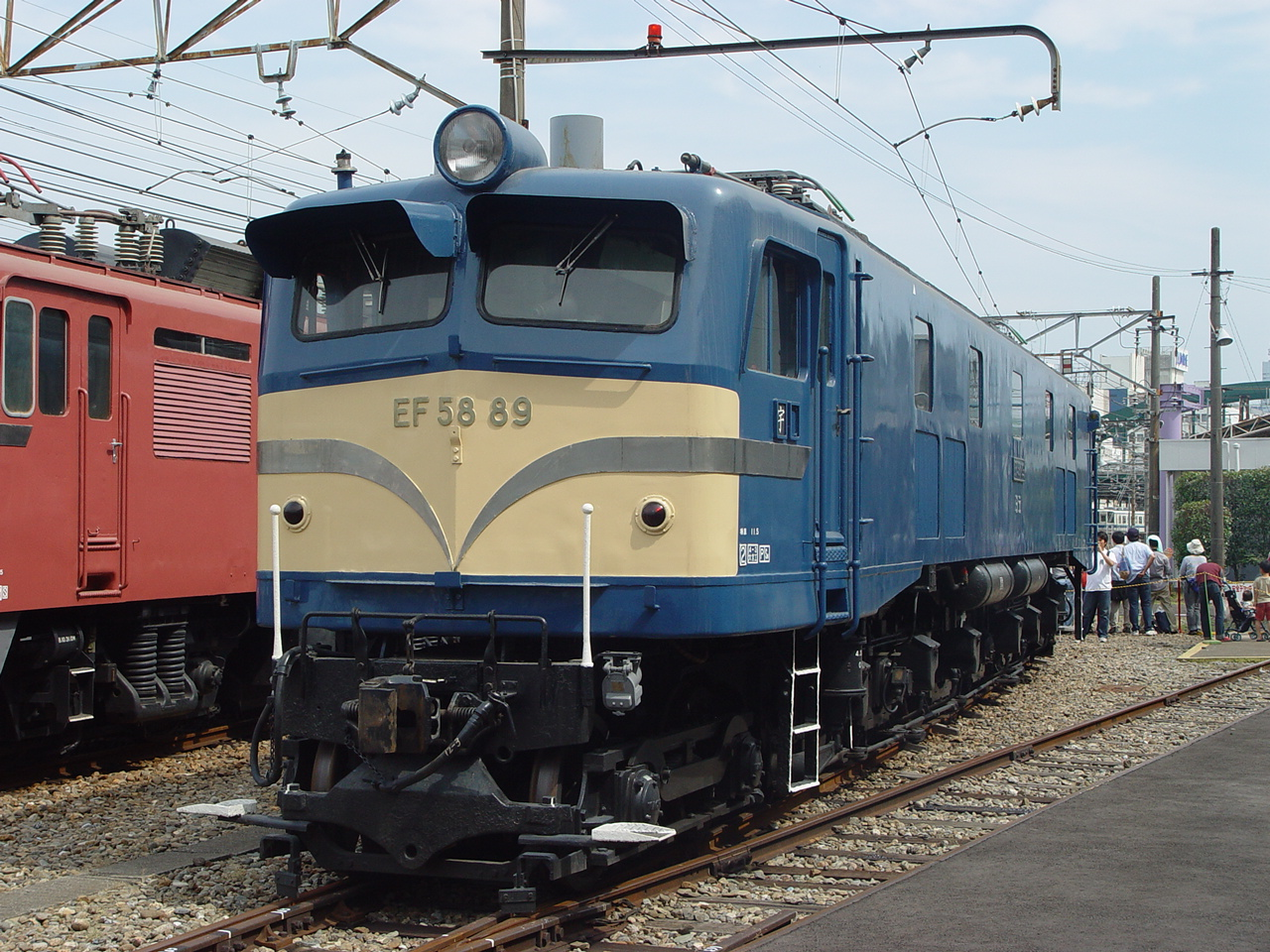
前窗上装有冰柱切割板的89号机车

改良型机车最初并没有任何前窗窗簷。当EF58型电力机车投入上越线运用后，根据上越线沿线的气候环境对机车进行了相应改造，例如在前窗玻璃上方加装冰柱切割板，以防走行中的机车撞上隧道口垂落的冰柱而造成车窗损坏，并对汽笛加装外罩。至后期当机车转配属到气候较和暖的地区后，机车的汽笛外罩被拆除，但也有部分宫原机关区和米原机关区的机车在鹰取工场进行车体检修时仅拆除冰柱切割板而保留了汽笛外罩。除此之外，广岛机关区的一些EF58型电力机车亦安装了前窗窗簷，但目的和上越线完全不同，而是作为遮阳板使用。
大多数EF58型电力机车均可以根据需要而安装除雪型排障器，但所采用的排障器形状有多种变化，大致可分为角度固定式和角度可变式。角度可变式排障器可以根据使环境，通过安装在司机室下方的气缸提供压缩空气，来调节雪犁的角度。此外，侧面车体下部的冷却风进风口最初均采用金属制过滤网，虽然后来在温暖地区配属的机车大多改为采用乙烯基纤维材料制过滤网，但寒冷地区的机车仍使用防冻结性能较好的金属过滤网。

### 电气供暖
日本铁路在1920年代就开始试验电气取暖，东海道本线和横须贺线于1925年完成电气化后，部分普通旅客列车开始使用电气取暖系统，由电力机车直接供应与接触网電压相同的1500伏特直流电，但电气取暖列车只限定运用于东京近郊地区，而非电气化区段的直通旅客列车仍然使用传统的蒸汽取暖。此后随着东京地区的近郊列车逐渐采用电力动车组，这些早期的电气取暖列车到1951年左右停运。
1950年代末，随着东北本线、北陆本线、常磐线等主要干线的交流电气化里程逐渐增加，这些地区的旅客列车开始广泛采用电热取暖装置，而客运电力机车亦搭载了列车供电系统。取消蒸汽锅炉有利于电力机车的小型化和轻量化，交流电力机车只需利用主变压器的第三绕组，即可向列车提供1500伏特交流电，1960年代以后开发的新型电力机车大多设有列车供电设备。尽管如此，采用电热取暖的铁路客车因为仍然保留了蒸汽管路，即使供电条件不许可的情况下仍然能使用蒸汽取暖。
由于东北、上信越地区的大部分旅客列车已经采用电热取暖，因此在该区段专用的电力机车也没有需要保留蒸汽锅炉了。1970年代初以后，限定运用区间为高崎线、上越线、东北本线（黑矶以南）的EF58型电力机车都进行了改装列车供电系统的改造，搭载了将直流电转换成交流电的晶闸管逆变器。

## 御召机车

### 开发

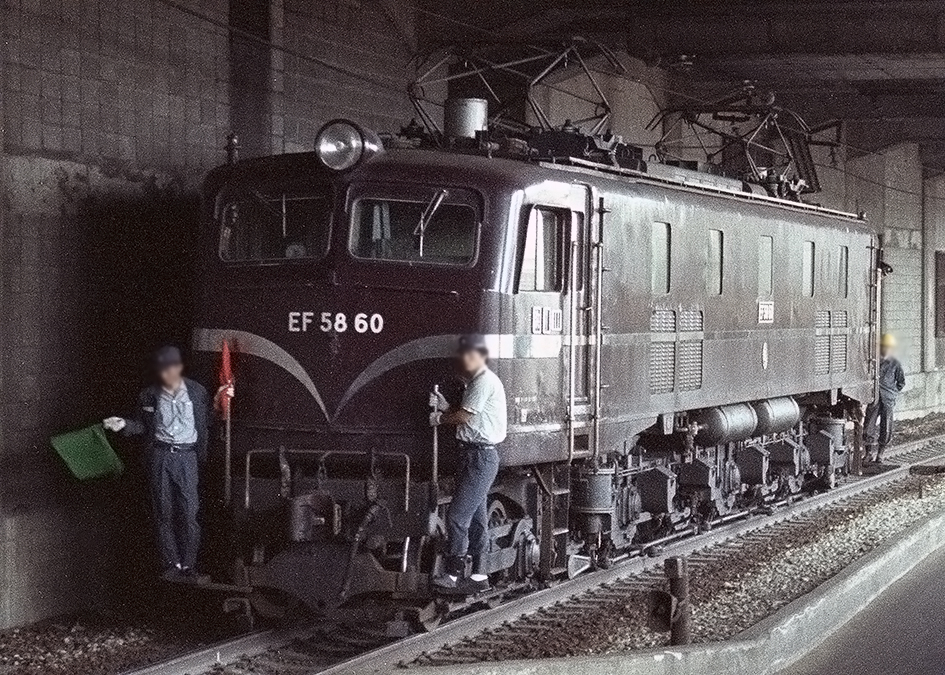
已解除御召机车身份的60号机车（1982年）

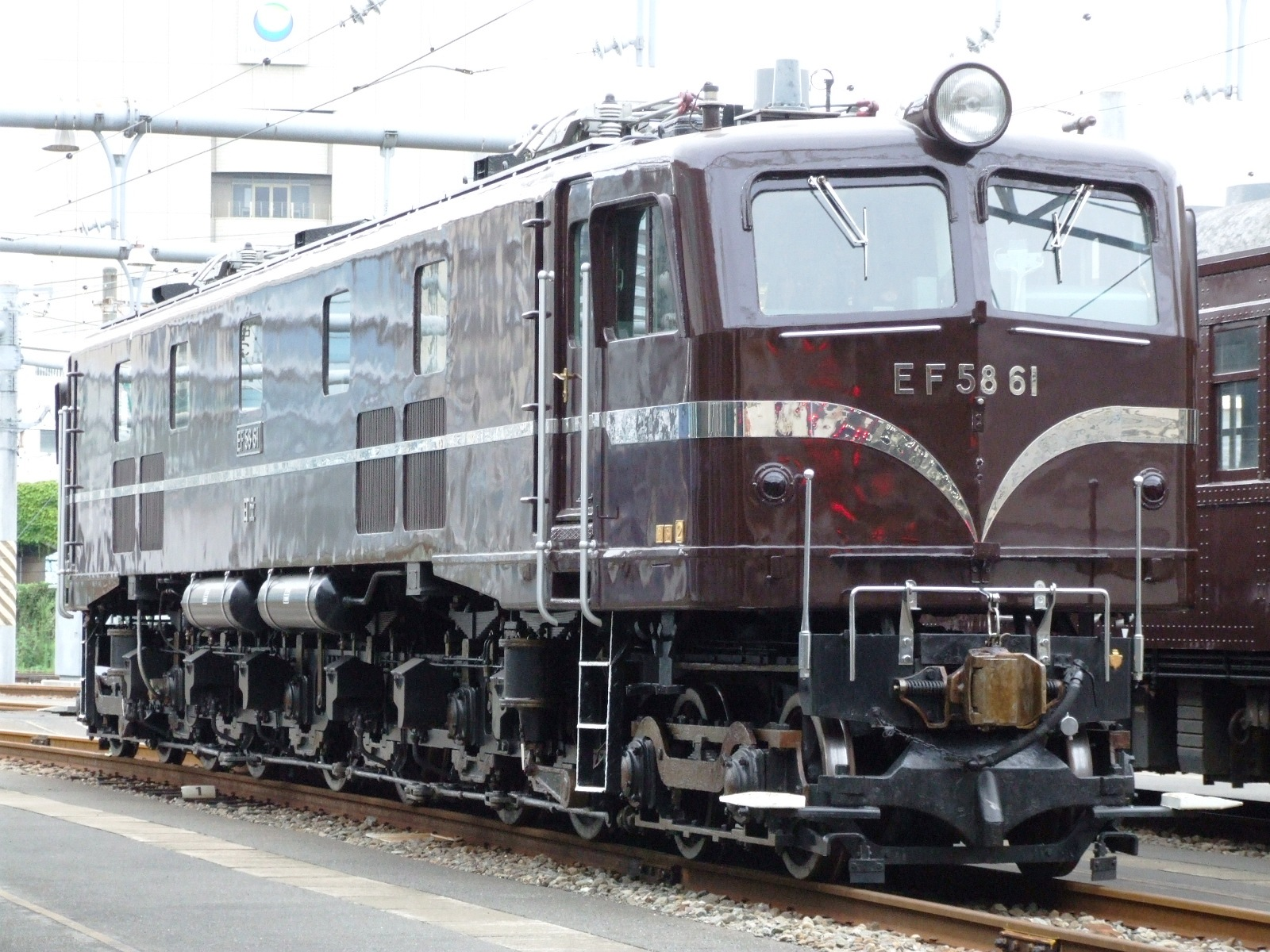
61号机车

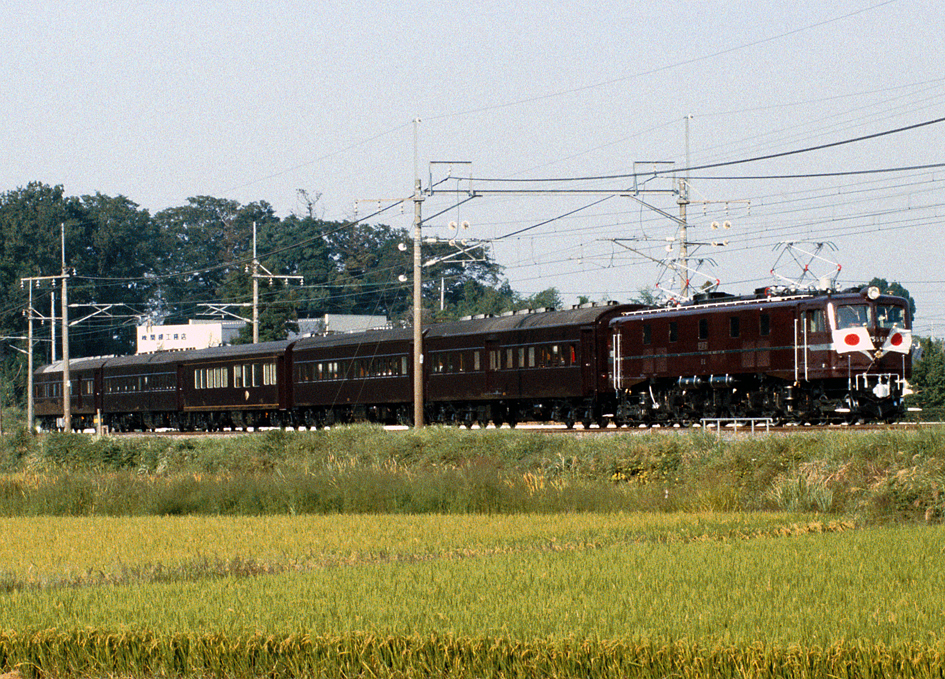
牵引御召列车的61号机车（1984年）

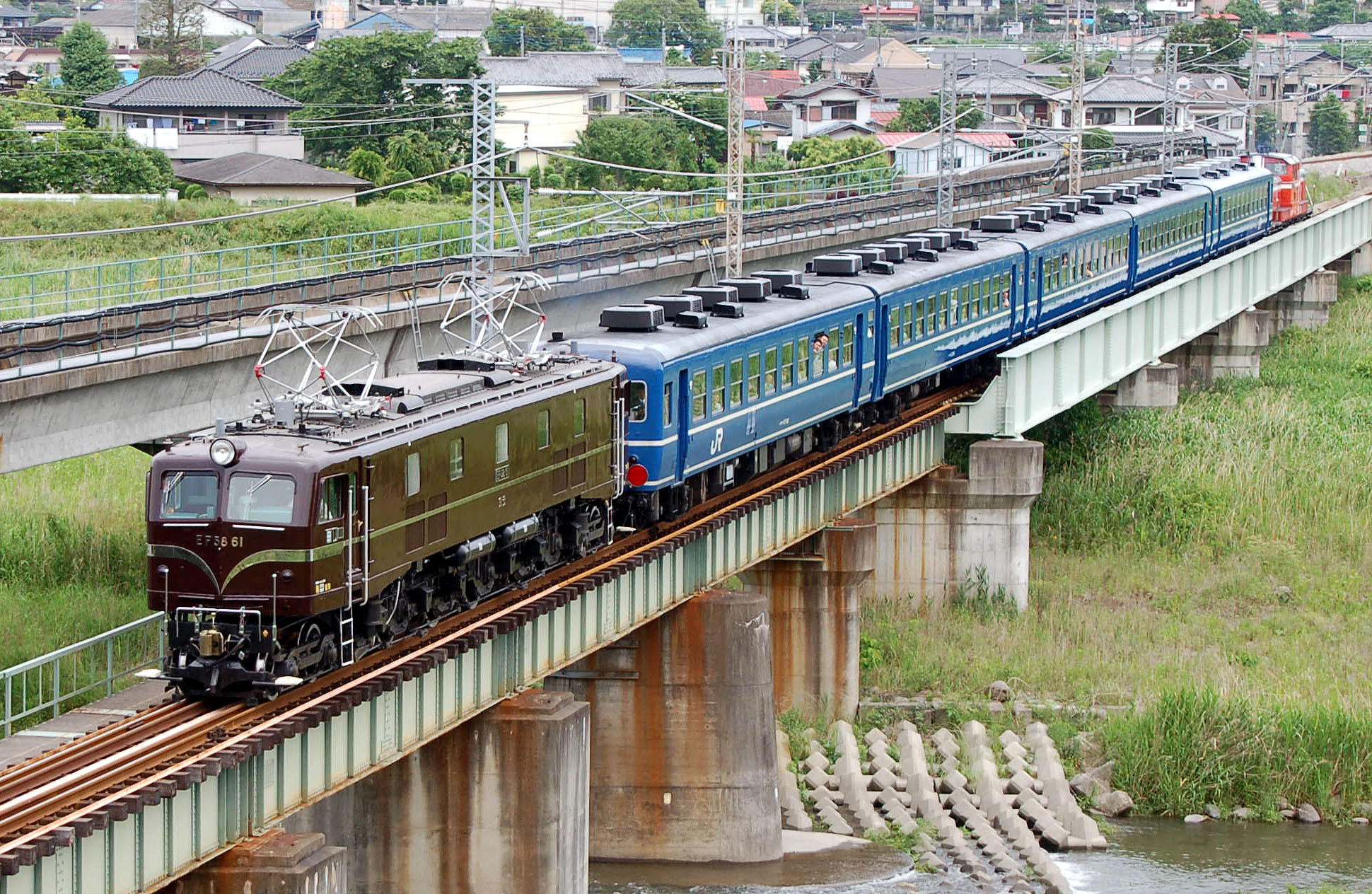
牵引团体列车的61号机车（2006年）

日本皇室御召列车早于战前已经开始采用电力机车牵引，起初在1934年制造了御召列车专用的EF53型16、18号机车，后来又在1937年制造了EF56型6、7号机车。这四台电力机车直到1950年代初一直担任御召列车的指定牵引机车。但随着机车车龄渐长，EF53型机车亦没有搭载蒸汽锅炉，而且在东海道本线电气化区段延伸之后，这些采用滑动轴承的旧型电力机车在长距离运转时恐产生轴箱过热的问题。出于上述原因，因此日本国铁决定在EF58型电力机车的基础上，为御召列车特别制造新型机车。
1953年，改良型机车投入批量生产后不久，具有相当信誉的东芝和日立制作所被日本国铁指定为御召列车牵引机车的制造厂，分别制造了专门为牵引御召列车而设计的60、61号机车。两台机车交付日本国铁前也做了严格的内部测试，并以非常优良的条件达到交付状态。每台机车的生产费用预算达到6,300万日元，比一般的EF58型电力机车高130万日元。

### 特点
这两台机车的总体结构和一般的改良型机车大致相同，但基于御召列车的特殊性，对机车作出了如下改动：
- 对车钩接触面、轮对外侧面、转向架悬挂弹簧、制动杆等重要金属部件进行抛光处理，使机车在检修过程中更容易发现这些部件的龟裂和磨损等缺陷，同时亦有提高机车美观性的效果。
- 为了确保可靠地监测列车运行速度，在副司机座席旁边加设另一个车速表。
- 为电动发电机增加一台后备的励磁电阻器，使其中一台电阻器故障的时候能够切换使用，提高了辅助电路的可靠性。
- 在辅助机械室内配备了工具箱及后备零部件箱，供机车故障时的应急处理之用。
- 为防止自动车钩发生脱钩事故，加装了上锁销固定装置。
- 为确保列车停靠在月台指定位置，在司机室两侧下部加装了可伸缩式列车停止位置基准板。
- 安装了与供奉车（供天皇出行时随从及警备人员乘坐之车辆）连接的联络电话。
- 加装连接两端司机室的通话管。
- 两端司机室前方装设国旗升旗工具。
- 车体两侧中部增加经过抛光处理的不锈钢装饰带，以方便识别御召列车的指定牵引机车。

机车最初采用和当时其他国铁电力机车相同的葡萄色2号作为车身涂装。至1966年3月，61号机车更换为与御料车（天皇出行乘坐之车辆）相同的“暗红色”御召列车专用色彩。

### 运用
1953年7月15日，东芝公司制造的60号机车配属予滨松机关区，日立制作所水戶工厂制造的61号机车则配属予东京机关区，而EF53型电力机车自1954年后不再用于牵引御召列车。在61号机车首次担当御召列车的牵引任务时，昭和天皇听闻一种新型电力机车刚刚投入运用后，当即主动要求在列车出发前的东京站站台上，近距离视察了这台机车，成为铁路机车接受天皇视察的一次罕见事例。
两台机车分别配属不同机关区的原因，与机车运用的分配有关，本来计划由滨松机关区担任关西方向的牵引任务。但在最初的实践中，两台机车却是分别用来牵引上行和下行方向的列车；后来御召列车又改为双机牵引的模式，61、60号机车分别担任本务机车和后备机车，两台机车即使没有御召列车牵引任务，平时亦会每月数次牵引一般的旅客列车，亦减少发生故障的机会。当执行御召列车牵引任务时，两台机车正前方都会挂起经精心维护的国旗。其中，61号机车曾经牵引过昭和天皇的御召列车达到百余次，除非御召列车经由交流电气化区间或非电气化区间运行，在直流电气化区段运行时大多数情况下均指定以61号机车牵引。除此之外，东京机关区的EF58型73号机车也被指定为后备机车。
1967年5月，60号机车在滨松发生平交道事故，造成车体底架左侧两处破损。1973年，60号机车被解除御召机车身份，恢复作为一般机车使用，同时对机车进行侧墙通风口改装纤维过滤网、前窗玻璃改装橡胶密封条等改造。1979年爱知县植树祭举行时，60号机车曾经一度再次被指定为后备御召机车。之后，该机车因老化而进入故障多发期，并于1983年5月18日正式报废，同年6月初旬在大宫工厂解体。目前，60号机车的编号牌被保存于埼玉市大宫区的铁道博物馆。
1987年，国铁分割民营化后，61号机车被东日本旅客铁道（JR东日本）继承。这台机车在1980年代以后经常被用于牵引临时旅客列车，即使在2004年经受全面检查后仍然牵引许多临时列车，甚至在2006年还完成了十多趟列车的牵引任务。平成以后由于御召列车的运行次数大大减少，而且一号编组御召列车亦逐渐老化，61号机车在平成时期仅仅执行了三次御召列车的牵引任务。2007年，E655系动力分散式电力动车组正式成为新一代的御召列车，取代了以往由61号机车牵引的一号编组列车。2008年，该机车的车体底架出现金属疲劳裂纹后，已经不可能再用于牵引列车，但仍然保持着可单机走行的状态。同年秋季，考虑到这些情况后，东日本旅客铁道决定正式让61号机车就此退役，但直至2012年其车籍仍然保留在田端运转所，而未被申请报废。目前，该机车被存放在东京综合车辆中心的御料车库内，当中心举行公众开放日时仍会将其置于户外展出。

## 运用历史

### 全盛时期

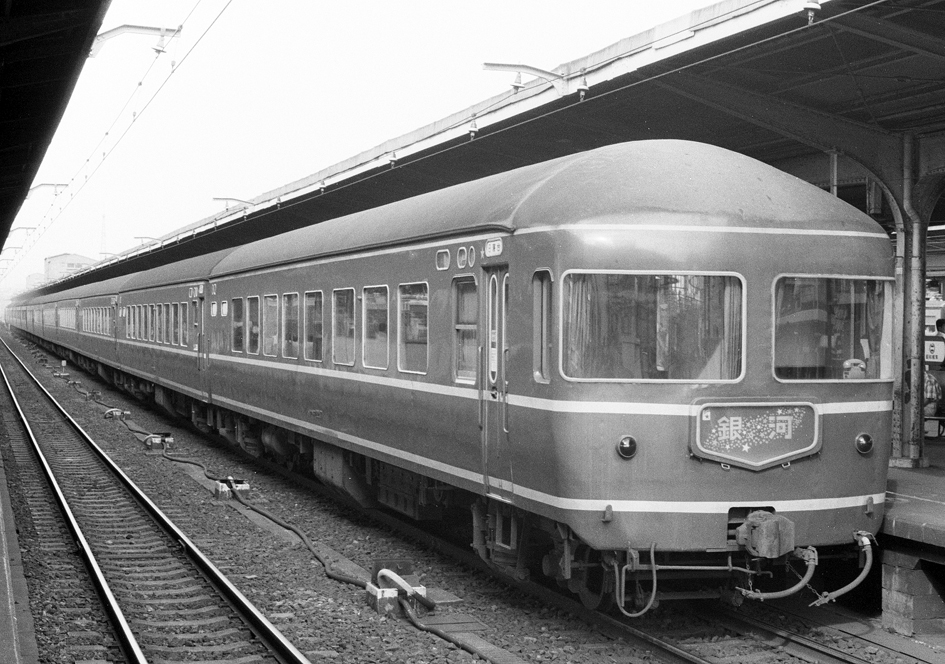
来往东京和大阪的“银河号”寝台特急

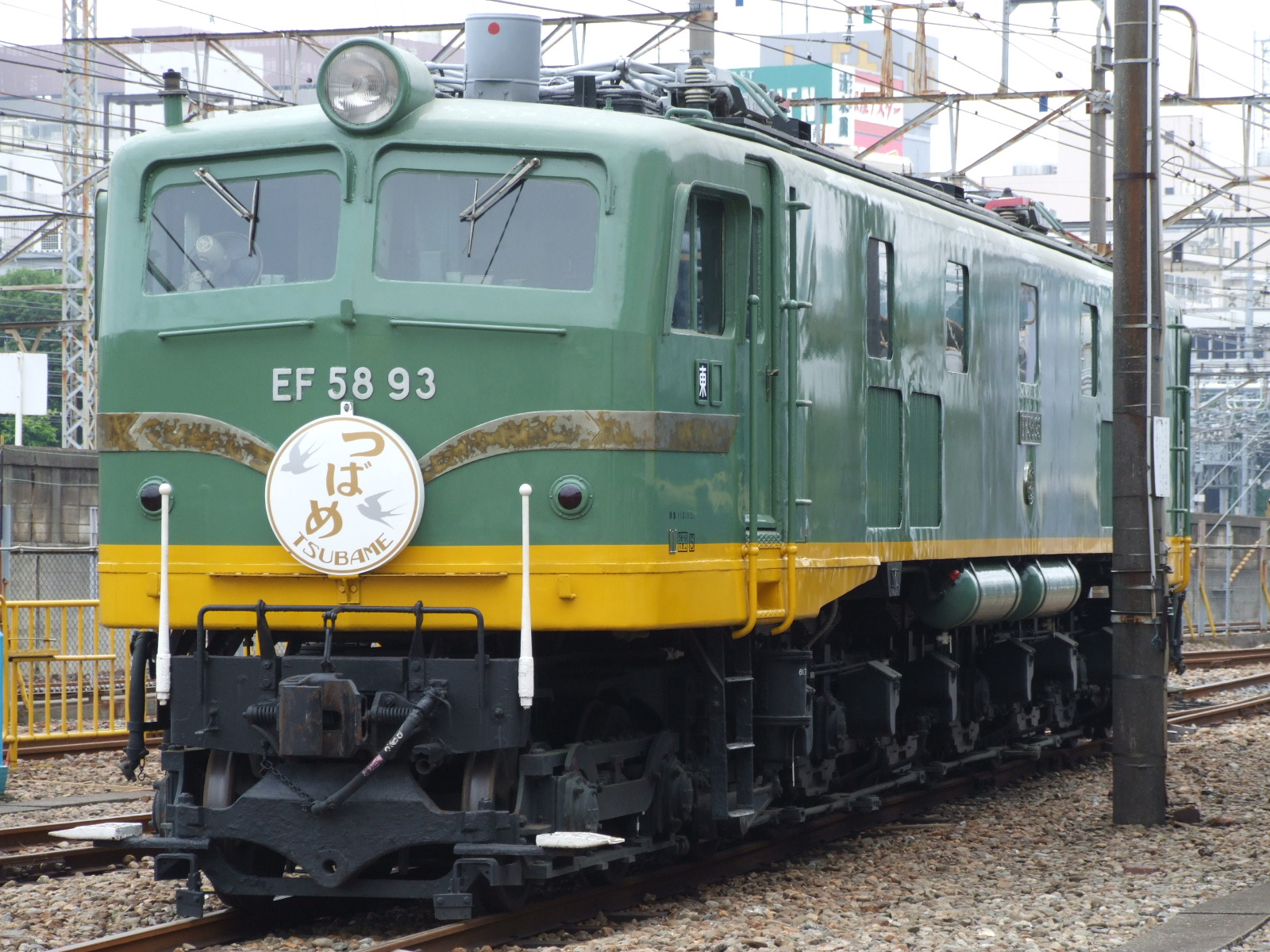
“青大将”涂装的EF58型93号机车

1950年代中期至1960年代初期是EF58型电力机车的全盛时代。早于1950年代初期，初期型的EF58型电力机车已经在东海道本线、高崎线、上越线运用。1953年11月，随着东海道本线的电气化区段延伸至名古屋，日本国铁开始实行新的列车时刻表，当时全部29台（改良型5台）EF58型电力机车分别配属于东京机关区、沼津机关区、滨松机关区，均用来担当东海道本线特急旅客列车的牵引任务，例如“燕号”、“鸽子号”、“明星号”、“银河号”、“彗星号”、“月光号”等列车，而在名古屋以西仍然由C62型蒸汽机车牵引。1955年7月，名古屋至米原区段完成电气化改造后，米原机关区亦开始配属EF58型电力机车。
1956年11月，东海道本线全线完成电气化，宫原机关区开始配属EF58型电力机车，至此五个机关区的EF58型电力机车保有數量合计已达到120台；在这次运行图调整中，新开行东京至博多的“朝风号”夜行卧铺特急列车，亦采用EF58型电力机车担当东海道本线的牵引任务，同时为配合来往东京和大阪的“燕号”及“鸽子号”将车身颜色由葡萄色改为翡翠绿色，牵引这两趟列车的EF58型电力机车也采用了新的“青大将”涂装。1958年4月，东北本线大宫至宇都宫区段完成电气化，宇都宫运转所开始配属EF58型电力机车，至1959年5月电气化区段延伸至黑矶。
1958年10月，“朝风号”列车首次采用全新的20系客车，全列车均配备空调并由电源车集中供电；此后在1959年7月登场的“樱号”列车（东京—长崎）亦采用了20系客车。1960年，为配合20系客车的蓝色车身，部分牵引卧铺特急列车的EF58型电力机车也采用了蓝色涂装，另外还在机车上安装了与20系客车乘务员室相连的有线电话，以及在接触网電压异常时使电源车能够快速降弓和停止电动发电机的紧急开关。这些针对“蓝色列车”的改动并没有反映在机车编号上，但后来特别为蓝色列车设计的新型电力机车均采用了明确的番台区分，例如EF60型500番台电力机车和EF65型500、1000番台电力机车。
1950年代末，EF58型电力机车是东海道本线的主型客运机车，被广泛用于牵引急行列车和长距离普通列车。不过，这种情况从1960年代开始出现变化。1960年6月，“燕号”和“鸽子号”列车开始使用当时最新型的151系电力动车组，成为继“回声号”之后第二列采用电力动车组营运的国铁特急列车，而“青大将”涂装的EF58型电力机车亦被还原成葡萄色。电力动车组的牵引性能、运输能力乃至旅客舒適度均比以往的机車牽引客車模式列车大为提高，并标志了日本铁路开始向“电车化”快速迈进。
在日间特急、急行列车开始加快更换为电力动车组的同时，另一方面“蓝色列车”的数量也在稳步增加，因此EF58型电力机车逐渐改为用于牵引夜间的急行列车、卧铺特急列车、行包列车等。1962年，山阳本线电气化区段延伸至广岛，广岛运转所开始配属EF58型电力机车。山阳本线濑野至八本松区间（简称“濑野八”）是全线最困难的高坡度区段，由于单机牵引不足以应付22.6‰的长大坡道，通过该区段的列车均需要加挂补机。1963年初，部分EF58型电力机车开始在“濑野八”区段为急行列车担任列車後端补机任务；同年10月，经改造的EF59型电力机车投入运用后，EF58型电力机车就结束了短短半年的补机生涯。

### 退潮时期
1964年10月1日，山阳本线完成全线电气化，新设的下关运转所开始配属EF58型电力机车。同时，开行了上野至青森的“白鹤号”卧铺特急列车，是为东北本线方向的第一趟“蓝色列车”，在上野至黑矶的直流电气化区段以EF58型电力机车牵引。东海道新干线开业后，相同运行区间的在来线优等列车被大幅削减，而余下的列车也大多逐步向“电车化”过渡。1965年后，EF58型电力机车陆续换上新型直流电力机车的标准色涂装，同时期部分机车还进行了双管供风的改造，加装总风管以满足20系客车空气弹簧的用风需要，称之为“P型改造车”。1968年10月，国铁特急列车的最高速度提高至110公里/小时，而“白鹤号”列车亦改由583系电力动车组担当，EF58型电力机车不再担当特急列车的牵引任务后，仅用于牵引急行及普通列车；后来由于机车运用和山阳本线运输能力较为紧张，部分特急列车的最高速度又降为95公里/小时，并恢复使用EF58型电力机车牵引。1970年，大部分配属宇都宫、高崎第二、长冈机关区的EF58型电力机车进行了改装列车供电系统的改造。
与此同时，自1960年代起出現了一系列功率更大的新性能电力机车，亦迫使EF58型电力机车逐渐退居二线。这些新性能电力机车绝大多数均为客货运通用，因强调机车的通用性，机车具有较大的牵引力以满足货运需要，因此从高速性能来讲EF58型电力机车仍然有一定优势，实际上EF58型电力机车也是日本国铁最后一种专门为牵引旅客列车而设计的客运电力机车。1961年，虽然为满足客运需要而研制了EF61型0番台电力机车，但是因结构存在缺陷而仅仅生产了18台。1963年底，为满足提高客车牵引定数的需要，新一代的EF60型500番台电力机车投入服务，但由于该型机车是在货运机车（0番台）的基础上改良而成，高速性能相对较差而不太适合用于牵引特急列车高速运行。1965年后，EF65型500番台电力机车开始在东海道本线和山阳本线上投入服务。
1972年后，关西地区始发的大部分“蓝色列车”，例如“晓号”、“彗星号”、“日本海号”、“剑号”特急列车等，仍然采用EF58型电力机车牵引。1975年3月，为配合山阳新干线全线开通而实行列車運行图調整后，急行列车“银河1号”（东京—大阪）、“纪伊号”（东京—纪伊胜浦）、“北星号”（上野—盛冈）、“北陆号”（上野—金泽）、“音戶号”（新大阪—下关）升级为特急列车，这些列车仍然采用EF58型电力机车牵引；同时，“日本海号”、“剑号”列车改为经由新建成的湖西线运行，并改由EF81型电力机车担当牵引任务。1978年至1979年间，“北星号”、“晓号”、“彗星号”、“明星号”列车相继改由EF65型1000番台电力机车牵引；1980年10月，“出云3、2号”（原“因幡号”）、“纪伊号”和“北陆号”亦改由EF65型1000番台电力机车和EF64型电力机车牵引后，EF58型电力机车不再担当定期特急列车的牵引任务。
除此之外，在1970年代EF58型电力机车亦被广泛用于牵引由20系客车组成的急行列车。1976年，“银河号”列车使用20系客车代替了原来的10系客车，仍采用EF58型电力机车牵引，至1980年10月才更换为EF65型1000番台电力机车。1970年代后期，EF58型电力机车亦担当“天之川号”急行列车（上野—秋田）在上野至新潟间的牵引任务，至1980年被EF64型1000番台电力机车取代。1982年11月，因东北新干线分流了部分在来线客流，“新星号”列车（上野—仙台）停运之后，EF58型电力机车亦不再牵引定期卧铺列车。

### 运用末期

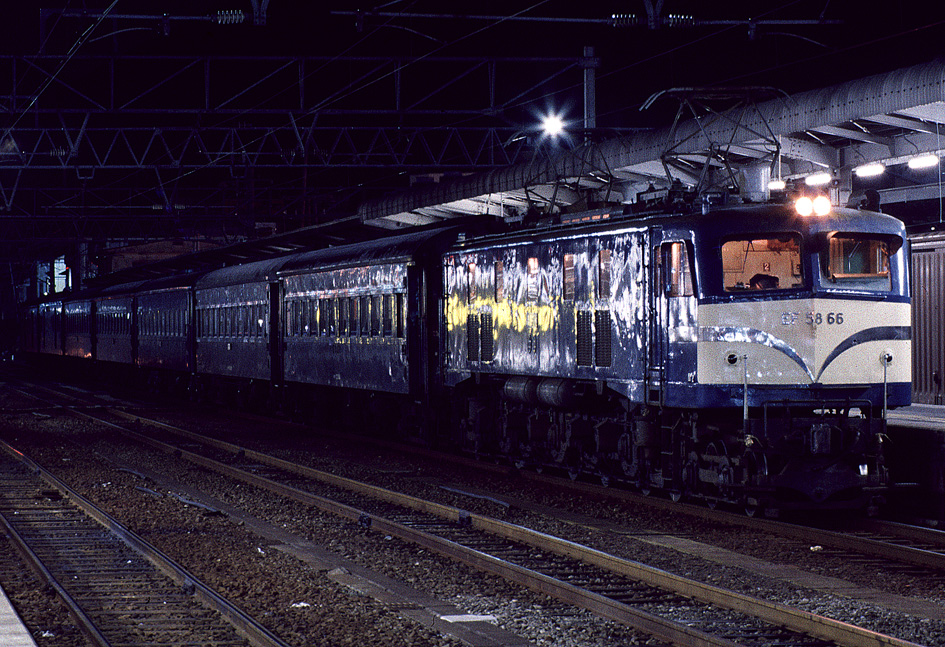
EF58型电力机车牵引纪势本线普通列车（1984年）

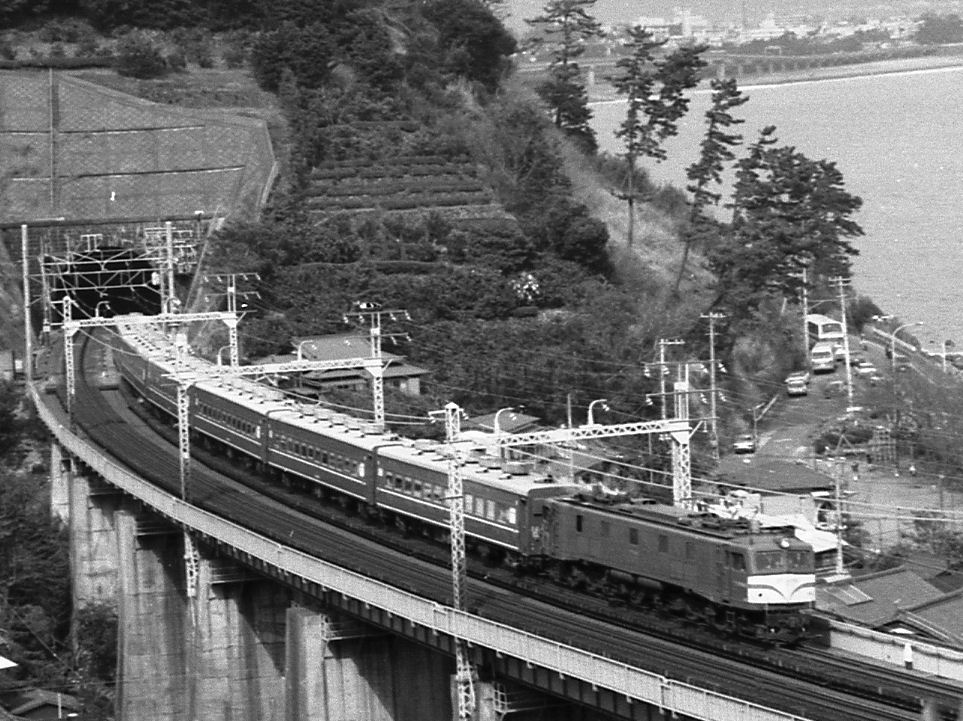
EF58型电力机车牵引Suro 81系和式客车行驶在东海道本线

1970年代末，由于机车经长年运用而渐趋老化，EF58型电力机车于1978年开始逐步分批报废，尤其配属于广岛、下关、宫原等机关区的初期型机车，因使用时间最长而最早被报废。至1980年代初，EF58型电力机车只负责牵引部分急行旅客列车、普通旅客列车、临时旅客列车和行包列车。1983年，上越线上的EF58型电力机车全部被EF64型1000番台电力机车代替。1984年3月，东海道本线、山阳本线上原本由EF58型电力机车牵引的定期列车亦改由EF62型电力机车牵引。
此后，东京、宫原机关区尚存的EF58型电力机车均转属龙华机关区，并投入阪和线及纪势本线运用，不仅用于牵引旅客列车，亦常见于牵引阪和线的货物列车；同时，纪势本线普通客运列车换型为12系客车之际，该线的EF58型电力机车均进行了“P型化”改造，加装总风管以满足12系客车空气弹簧及气动车门的用风需要。1985年3月，随着宇都宫运转所增加配属EF65型1000番台电力机车，EF58型电力机车不再担当东北本线定期列车的牵引任务。1986年3月，阪和线、纪势本线定期列车亦停止使用EF58型电力机车。
退役后的EF58型电力机车除了部分被保存或用于牵引临时列车外，大部分均被拆解。1987年4月，国铁分割民营化之后，61、89、122、150号机车被东日本旅客铁道（JR东日本）、东海旅客铁道（JR东海）及西日本旅客铁道（JR西日本）继承。1988年，JR东海从国铁清算事业团购入157号机车并恢复其车籍。此后，处于动态保存状态的89、122、157号机车也不时作为EF64、EF65型电力机车的代替车运用，主要牵引12系客车、14系客车、24系客车、以及编挂Kaya 21型（カヤ21形）电源车的20系客车，但由于EF58型电力机车缺少必要的供暖设备，因此极少用来牵引长大编组的临时旅客列车。例如，在冬季牵引JR东日本水户运转所的Suro 81系（スロ81系）和式客车时，必须加挂外部供电的电源车，该列车在直流电气化区段通常由89号机车牵引；而牵引由14系客车组成的“东京沙龙急行”临时团体列车时，则无需由机车供应取暖电源，该列车通常指定由61号机车牵引。
随着机车车辆日渐老化，机车运用次数也越来越少，至2011年所有EF58型电力机车皆已脱离运用。截至2012年，只有JR东日本的61号尚保留车籍。

## 车辆涂装

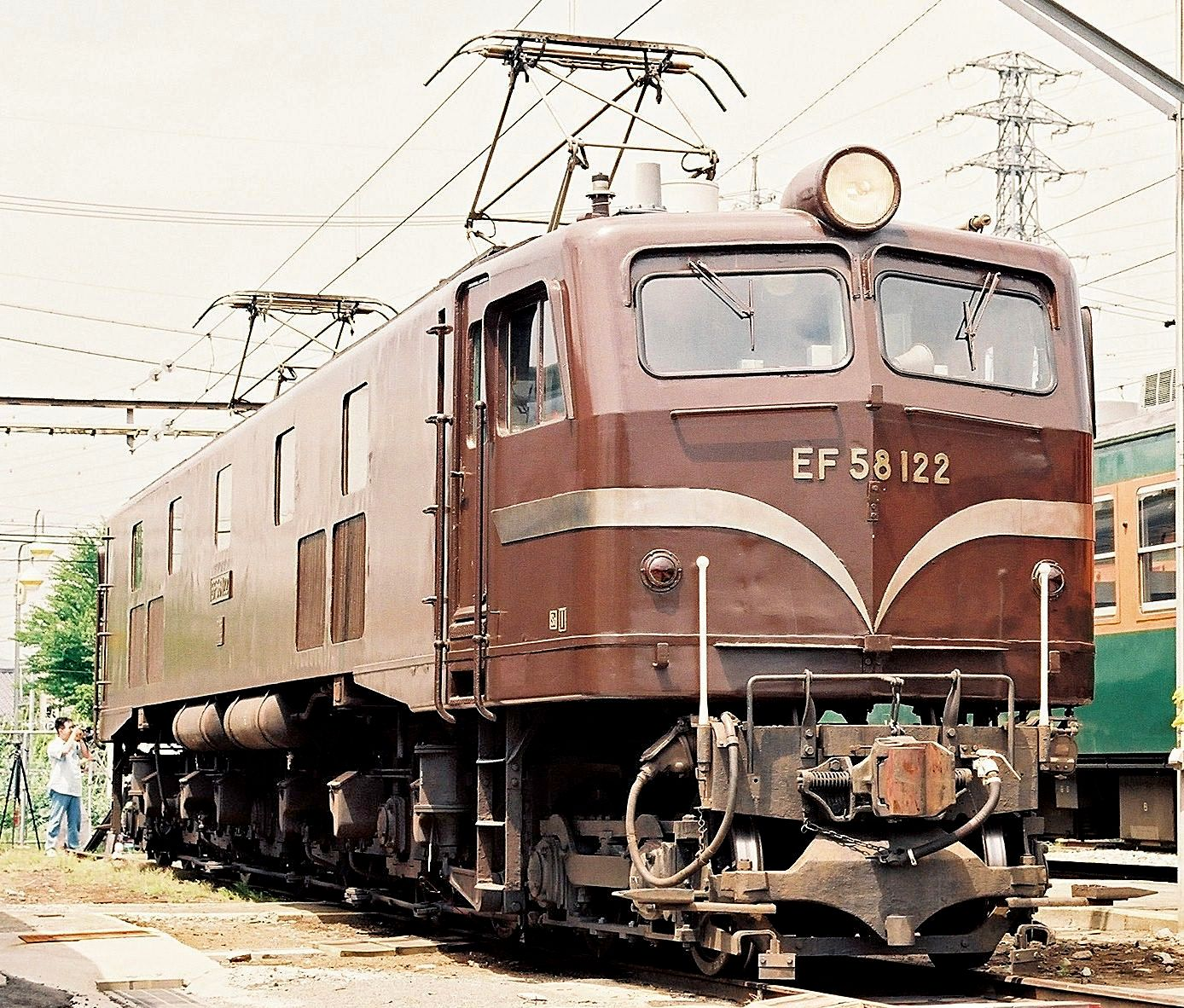
葡萄色涂装的122号机车

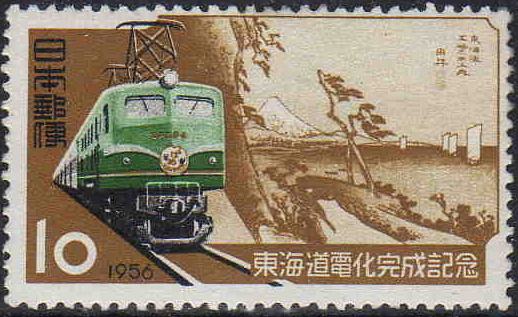
东海道本线全线电气化纪念邮票，采用青大将试验色的4号机车

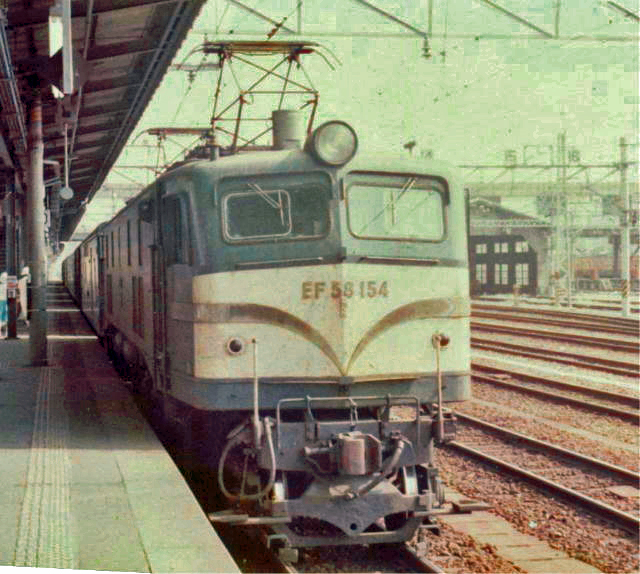
标准色涂装的EF58型电力机车

### 葡萄色
EF58型电力机车最初采用的焦茶色（葡萄色2号），是日本国铁战前型电力机车一直沿用的标准色。作为御召列车指定牵引机车的60号机车，是唯一一台由始至终均采用葡萄色涂装的EF58型电力机车。而同属御召列车专用的61号机车，则在1966年更换为与一号编组御召列车相同的“暗红色”御召列车专用色彩。东京机关区的73号机车曾经被指定为御召列车的后备机车，同样亦采用相同的葡萄色涂装，至1972年10月解除后备机车身份并转配属宇都宫运转所后，变更为与其他EF58型电力机车一致的标准色涂装。
除此之外，部分EF58型电力机车退役后因复旧需要而恢复葡萄色涂装。89号机车于1984年退役后被指定为动态保存车，且重新恢复到最初的葡萄色涂装；至1999年因故障而停运后改为标准色涂装，后来又再次恢复到葡萄色涂装，并进入铁道博物馆保存。150号机车于1986年作为动态保存车恢复车籍，并再次采用葡萄色涂装。JR东海继承的122号机车于1992年恢复葡萄色涂装，直至报废解体。

### 青大将色
“青大将色”是为东海道本线全线电气化而采用的新涂装。事实上，早于1954年已经在四台机车（4、16、18、31号机车）上进行了涂色试验，其中4号机车的车体上半部和下半部分别试用淡绿（淡绿3号）和浓绿（绿2号）两种颜色，这种颜色模仿自当时法国国铁CC 7100型电力机车的涂装，还登上了当年东海道本线全线电气化的纪念邮票。但由于初期型机车的功率等级有别于改良型机车，这四台机车后来都恢复为原本的葡萄色涂装。
1956年11月，东海道本线全线完成电气化，为配合“燕号”及“鸽子号”特急列车将车身颜色由葡萄色改为淡绿色，牵引这两趟列车的EF58型电力机车也采用了新的“青大将色”涂装。车体部分采用淡绿色（淡绿5号），车体下部围绕着一圈黄色色带（黄1号），转向架部分采用暗绿色（绿3号）。东京机关区和宫原机关区共计25台EF58型电力机车采用了“青大将色”，因牵引同颜色列车时形似日本錦蛇（俗称青大将）而得名。
1960年6月，“燕号”和“鸽子号”列车开始使用151系电力动车组，“青大将”涂装的EF58型电力机车亦逐步还原成葡萄色。93号机车在退役后重新披上“青大将色”，后来一直保存在大宫工厂内。

### 寝台特急色
1960年7月，继“朝风号”、“樱号”寝台特急列车之后，“隼号”列车亦开始采用20系客车。为配合20系客车的蓝色车身，部分牵引寝台特急列车的EF58型电力机车也采用了全新的涂装，车体部分采用蓝色（青15号），车体下部围绕着一圈奶黄色色带（奶油1号）。东京机关区和宫原机关区共计20台EF58型电力机车采用了寝台特急色，主要用来牵引“樱号”、“瑞穗号”、“朝风号”、“隼号”四对“蓝色列车”。

### 标准色
1965年，日本国铁修订了铁路车辆涂装规定，要求所有新型直流电力机车统一采用标准色涂装，车体部分采用蓝色（青15号），车头正面下半部采用奶黄色（奶油1号）。虽然EF58型电力机车原则上属于旧型电力机车，但由于具有优异的高速性能而被列入标准色涂装的范围。除了两台御召列车指定牵引机车外，所有EF58型电力机车均陆续改用标准色涂装。

## 现存车辆

### 完整保存机车

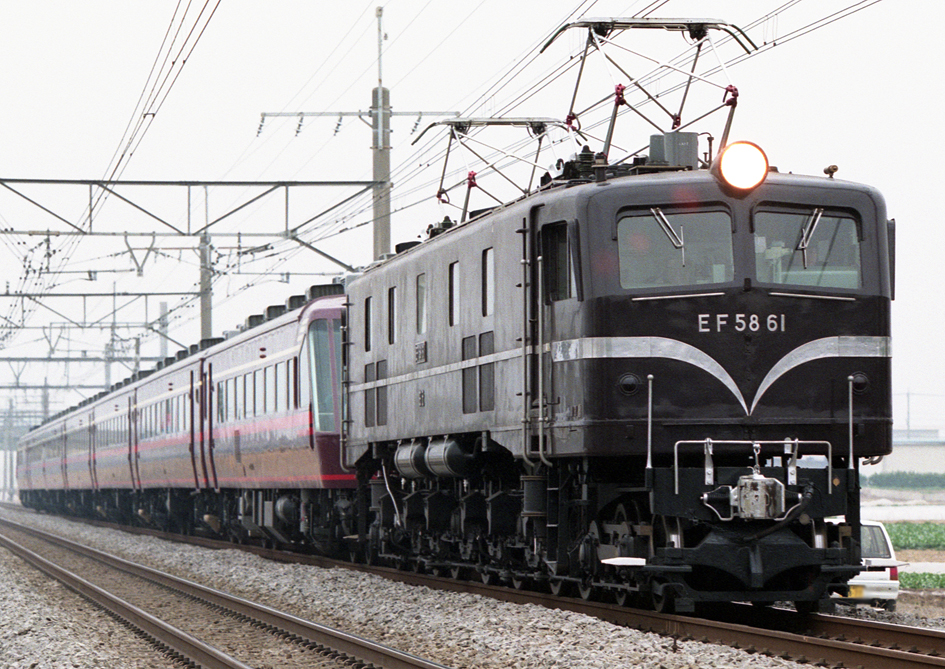
牵引“东京沙龙急行”团体列车的61号机车

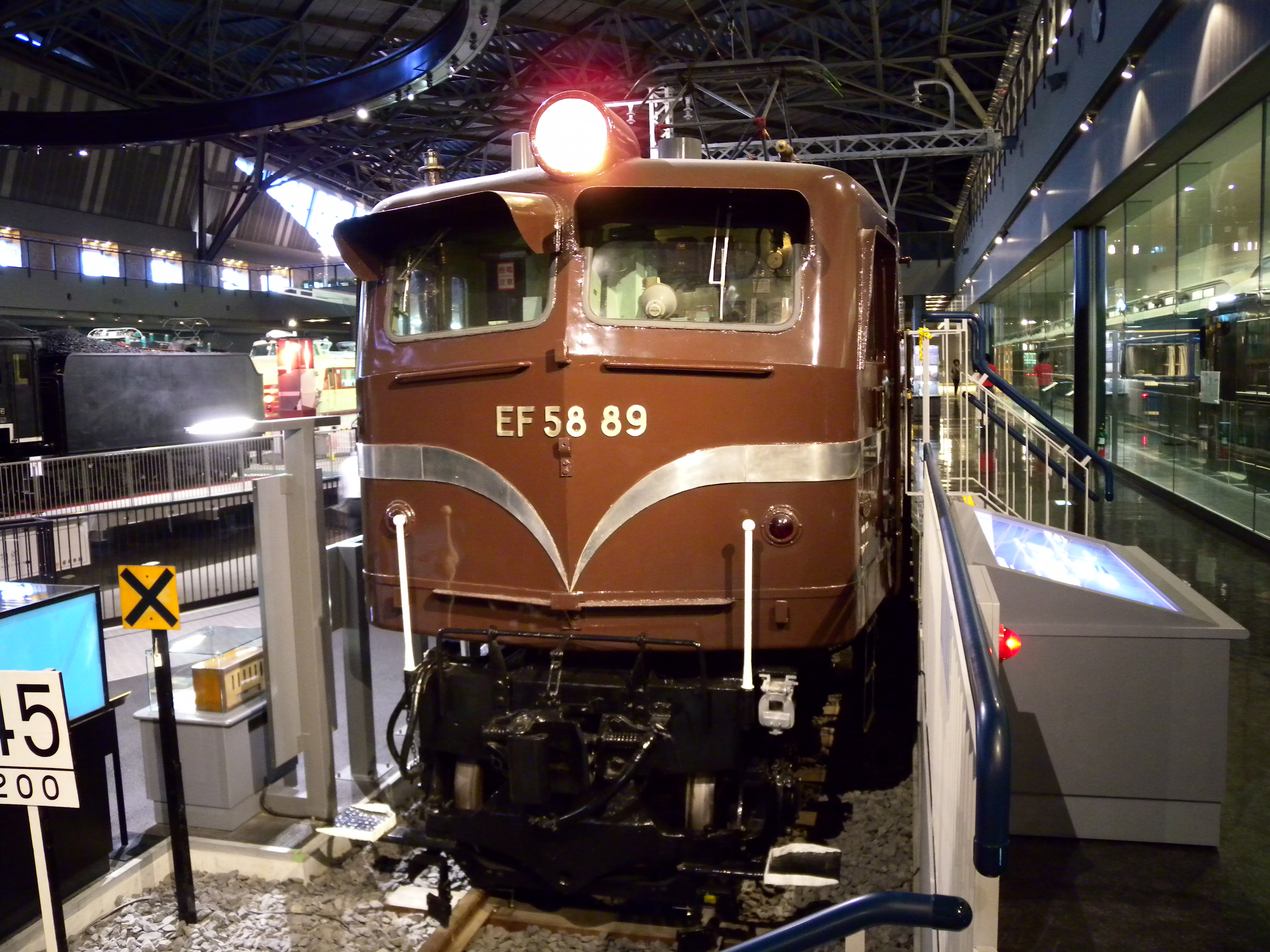
保存在大宫铁道博物馆的89号机车

- 61号机车

该机车是现存EF58型电力机车之中车龄最大的动态保存车，由JR东日本继承之后仍然保留了御召列车指定牵引机车的身份，并在1987年后曾经三次牵引一号编组御召列车，此外还牵引过伊豆急行“舞孃號”临时团体列车。2007年，后继的E655系电力动车组正式成为新一代的御召列车。2008年，61号机车的车体底架被发现金属疲劳裂纹，并不再用于动态运转；2022年時移至铁道博物馆靜態保存展示。
- 89号机车

该机车于1984年准备在大宫工厂报废解体前，幸运地被指定为动态保存车，并重新恢复到最初的葡萄色涂装。在国铁分割民营化后，该机车由JR东日本继承，至1999年10月因电气绝缘故障而正式报废。此后，机车又改为采用标准色涂装，并一直保存在大宫工厂内。2007年10月，89号机车被转移到位于埼玉市大宫区的铁道博物馆保存展示，并再次恢复到葡萄色涂装。
- 150号机车

该机车于1985年脱离运用后退役，至1986年作为动态保存车恢复车籍，之后由JR西日本继承。这台机车还曾经牵引临时列车通过濑户大桥，进入四国旅客铁道（JR四国）的营业范围，成为唯一一台曾在本州以外路线行走的EF58型电力机车。150号机车亦多次参与拍摄电影和电视剧，包括2006年由原田昌樹执导的电影《不思議幸福列車》，以及2007年朝日电视台连续剧《松本清張 點與線》（『松本清張 点と線』）。2000年代以后，150号机车的走行次数越来越少，最后一次自力走行的纪录是在2009年，至2011年10月31日正式除籍；2016年時移至新開業的京都鐵道博物館靜態保存。
- 157号机车

该机车于1985年退役后归日本国有铁道清算事业团所有，退役前与122号机车（见下文）同属静冈运转所。1988年，JR东海从事业团手上购入157号机车并恢复其车籍。此后，这台机车仍然保留了国铁后期的标准色涂装，并和122号机车一样继续配属JR东海静冈运转所，通常用于牵引饭田线的临时列车。122号机车于2006年脱离运用后，157号机车仍不时用于牵引长钢轨运输列车。2007年11月，157号机车正式脱离运用，并与EF58型122号机车、ED18型2号机车一起存放在滨松工厂，至2008年3月31日除籍。2011年，157号机车被转移至名古屋市的JR东海“磁悬浮·铁道馆”保存及展示，并恢复至最初的葡萄色涂装。
- 172号机车

该机车是除了两台御召列车指定机车之外，唯一一台曾经牵引御召列车的一般型EF58型电力机车。172号机车于1985年退役后，一直存放在高崎运转所内。1999年，该机车进入位于群马县安中市的碓冰岭铁道文化村保存及展示，并恢复到1982年在日光线牵引御召列车时的外观状态。

### 保存部分车体

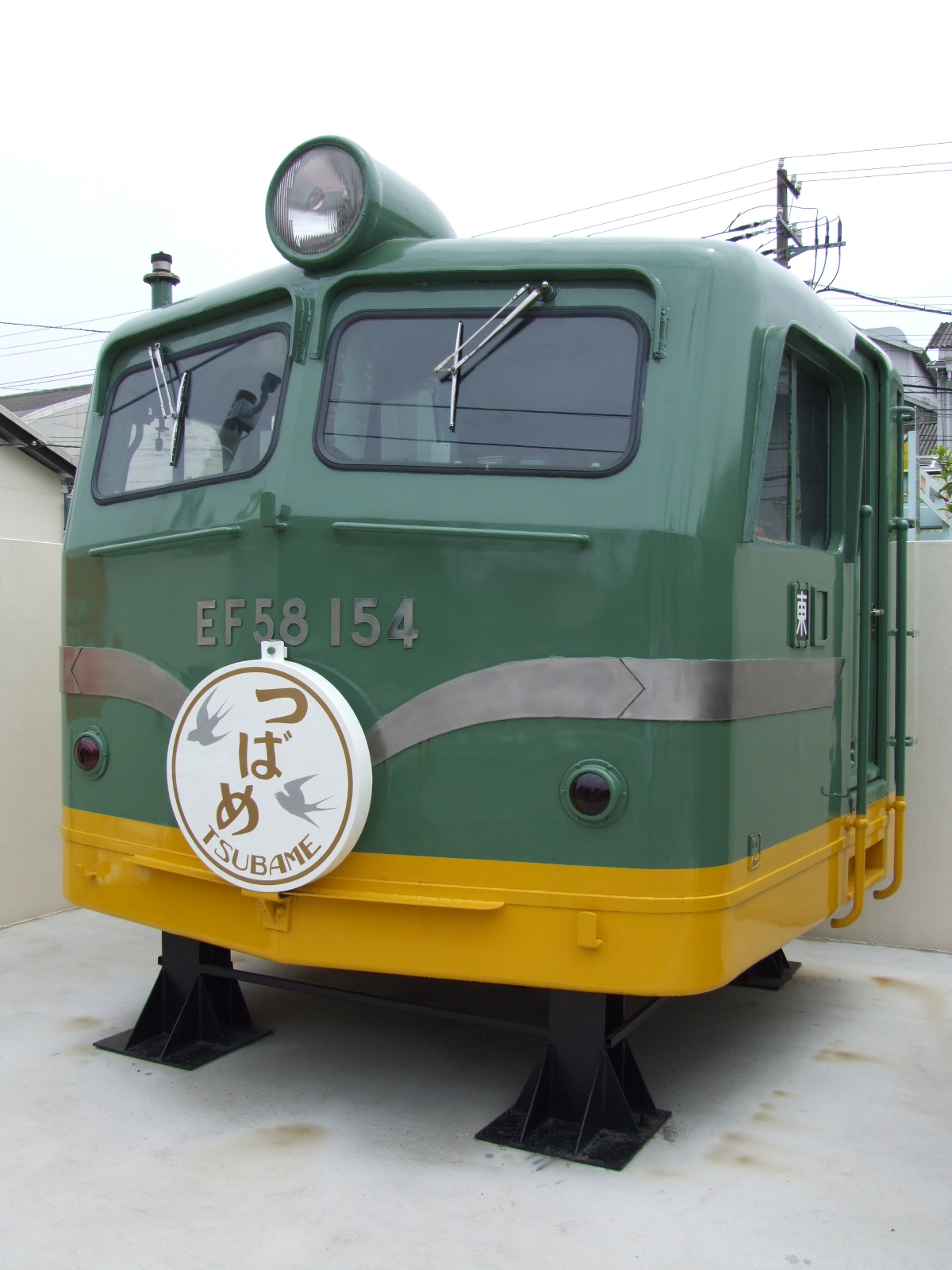
保存在大宫综合车辆中心的154号机车司机室部分

- 36号机车（一半车体）

该机车于1986年1月退役报废，退役前配属下关运转所。同年，这台机车被一位铁道迷购入，并回送至广岛工厂切割一半车体，保存在广岛市佐伯區三宅一处民居外。
- 42号机车（司机室部分）

该机车于1986年3月退役报废，退役前配属龙华机关区。退役后其车头部分被保存于JR西日本鹰取工厂，在修复过程中机车编号改为44号。鹰取工厂于2000年关闭后，这台机车被售予大阪一家企业。目前仅余下司机室部分，并且机车编号已经恢复为42号，放置在大阪市中央区大阪商务园区内展示。
- 113号机车（车头部分）

该机车于1984年6月退役报废，退役前配属下关运转所，目前车头部分（连同部分转向架）被保存于JR货物广岛车辆所内。
- 144号机车（司机室部分）

该机车于1984年8月退役报废，退役前配属宇都宫运转所。其中一端司机室保存在埼玉市内，而另一端司机室保存在栃木縣那须郡那须町的一家蒸汽机车主题餐厅。
- 154号机车（司机室部分）

该机车于1985年9月退役报废，退役前配属田端运转所。退役后其中一端车头部分被保存于崎玉县大宫市的JR东日本大宫综合车辆中心。

### 保存后被解体
- 65号机车

该机车于1980年2月退役报废，退役前配属宇都宫运转所。退役后移交关东铁道学园作为教学工具之用，该校亦1987年关闭后机车移送至大宫工厂，至1998年左右解体。
- 66号机车

该机车于1986年3月退役报废，退役前配属龙华机关区，曾经进行密封光束灯及“P型化”改造。退役后被保存在奈良电车区，并曾经在1988年“奈良·丝绸之路博览会”举办期间放置在奈良站内公开展示，至1996年3月解体。
- 91号机车

该机车于1984年11月退役报废，退役前配属下关运转所。1985年，该机车被重新粉刷成蓝色的寝台特急涂装，并与三辆客车一同展示在惠比寿站前的札幌啤酒惠比寿工厂，作为“惠比寿啤酒站”的营业场所，至1989年停业后解体。
- 93号机车

该机车于1985年9月从东京机关区转属新鹤见机关区后正式退役，并重新披上翡翠绿色的青大将涂装，曾經保存在大宫工厂内。因石棉管理新制上路故於2016年11月29・30日解體
- 122号机车

该机车在国铁分割民营化后由JR东海继承，仍配属于静冈运转所，主要用于牵引饭田线的临时观光列车，并将车身涂装改为葡萄色。该线的观光列车停运后，122号机车一直和ED18型2号机车存放在滨松工厂，至2009年1月在工厂解体。
- 125号机车

该机车于1985年9月退役报废，退役前配属下关运转所。退役后保存在JR东日本大宫工厂内，后来恢复到最初的葡萄色涂装，至2001年11月在工厂解体。

## 登场之电影作品
- 《哥斯拉 (1954年)》：其中一个场景描述哥斯拉袭击一列由EF58型电力机车牵引的旅客列车。
- 《不思議幸福列車（日语：旅の贈りもの 0:00発）》：EF58型150号机车登场。